# SN 1998bw

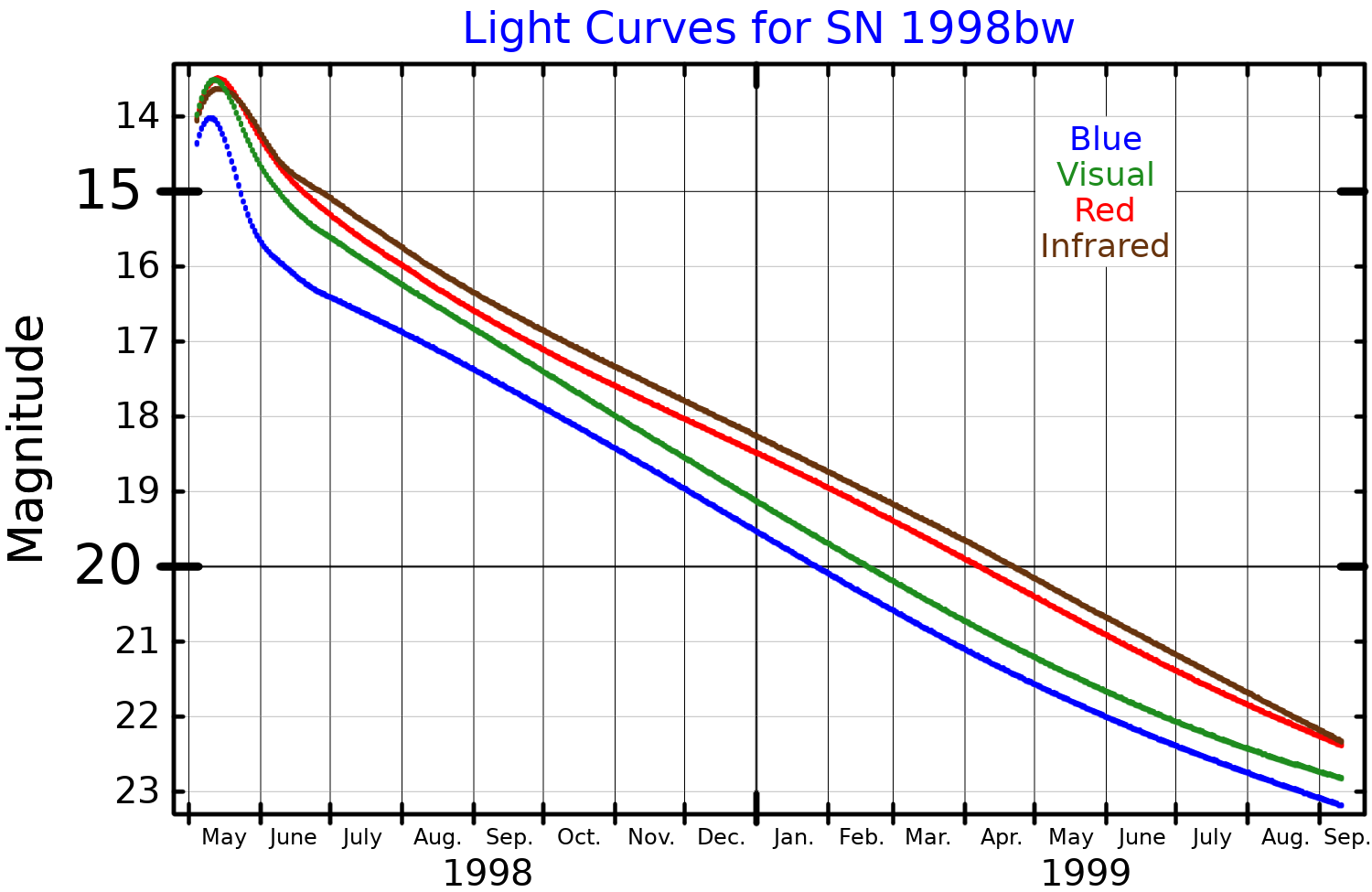
Lichtkromme van SN 1998bw

SN 1998bw was een zeldzame breed uitwaaierende supernova van het type Ic met een gammaflits die op 26 april 1998 werd ontdekt in het spiraalstelsel ESO 184-G82, dat volgens sommige astronomen een voorbeeld kan zijn van een hypernova. De supernova is in verband gebracht met GRB 980425, die op 25 april 1998 werd gedetecteerd, de eerste keer dat een gammaflits in verband is gebracht met een supernova. De supernova is ongeveer 140 miljoen lichtjaar van ons verwijderd, heel dichtbij voor een bron van gammaflitsen.
Het gebied van het stelsel waar de supernova plaatsvond herbergt sterren van 5-8 miljoen jaar oud en is relatief vrij van stof. Een nabijgelegen gebied herbergt meerdere Wolf-Rayet sterren van minder dan 3 miljoen jaar oud, maar het is onwaarschijnlijk dat de supernova-progenitor een wegloper uit dat gebied zou kunnen zijn. Dit betekent dat de oervader een ster van oorspronkelijk 25-40 M☉ was, als deze aan het eind van zijn leven als één ster is geëxplodeerd.